# الجبجب (المخادر)

تعديل مصدري - تعديل

الجبجب محلة تابعة لقرية شنين النوبة، التابعة لعزلة السحول بمديرية المخادر إحدى مديريات محافظة إب في الجمهورية اليمنية، بلغ تعداد سكانها 398 حسب تعداد اليمن لعام 2004.